# Big Bill Broonzy
William Lee Conley Broonzy, mais conhecido por Big Bill Broonzy, (26 de Junho de 1898 – 14 de Agosto de 1958) foi um prolífico cantor, compositor e guitarrista de blues estadunidense.

## Biografia

### Inicios
Big Bill nasceu como William Lee Conley Broonzy em Scott County, no Mississippi no dia 26 de junho de 1893 ou 1898 (o ano exato de seu nascimento é desconhecido). Nessa época era comum homens negros aumentarem a idade a fim de arranjar um emprego ou entrar no serviço militar, o que muito provavelmente foi o caso de Broonzy também.
Ele deixou o Mississippi em 1924 e foi para Chicago, Illinois, onde conheceu Papa Charlie Jackson, que foi quem o ensinou a tocar guitarra. Broonzy gravou primeiramente sozinho, no estilo clássico da época. Ele veio a ser um dos primeiros bluesmen a utilizar uma pequena banda instrumental, incluindo "traps" (um tipo de bateria), baixo acústico e harmônica, já em 1936. Os discos dessa época foram lançados como Big Bill and his Chicago Five. Esses discos foram lançados pelos selos menos expressivos da American Record Corporation, como Melotone e Perfect Records.

### Auge
Em 1939 a ARC foi adquirida pela CBS e Broonzy passou a gravar pela Vocalion Records e em 1945 pela Columbia Records. Foi nessa época que ele escreveu uma de suas músicas mais famosas: "Key to the Highway". Também nessa época ele tocava em bares do lado sul dos EUA. Ele saiu em turnê com Memphis Minnie durante a década de 30 e excursionou pela Europa no início de 1956. Em 1938 ele tocou no festival John Hammond's "From Spirituals To Swing", no lugar de Robert Johnson, que havia morrido pouco tempo antes da realização do show.
Embora seja considerado um dos pioneiros do estilo Chicago Blues, por empregar outros instrumentos ao blues, Broonzy sempre era requisitado, principalmente pelo público branco, a tocar sozinho e com seu violão, estilo considerado por muitos como "mais autêntico".

### Últimos anos e falecimento
Em 1956 ele retornou para Chicago e continuou se apresentando, embora sua saúde já começasse a definhar. Ele morreu de câncer na garganta em 1958. Depois de sua morte, muitas de suas gravações foram relançadas em coleções antológicas pela CBS-Sony.

## Discografia
Somente os discos lançados por ele ,sem compilações :
- "Big Bill's Blues" b/w "House Rent Stomp" (Paramount 12656) 1927
- "Down in the Basement Blues" b/w "The Starvation Blues" (Paramount 12707) 1928
- "Station Blues" b/w "How You Want It Done" (Paramount 13084) 1930
- "Big Bill Blues" (Champion 16400) 1931
- "Take Your Hands Off Her" b/w "The Sun's Gonna Shine In My Back Door Someday" (Bluebird 6188) 1935

|                                                    | Good Liquor Gonna Carry Me Down Big Bill Broonzy canta "Good Liquor Gonna Carry Me Down". |
| Problemas para escutar este arquivo? Veja a ajuda. |                                                                                           |

## Referência
- Notícia em homenagem a Big Bill Broonzy

1. ↑  http://www.music-city.org/Big-Bill-Broonzy/complete-discography/ Discografia Completa

## Ligações Externas
- Uma série de páginas em homenagem a Big Bill Broonzy com discografia , biografia e trechos de audio